# Casa-palacio en calle Obispo Molina, 2 (Camañas)
La casa-palacio en la calle Obispo Molina, 2 es un palacio situado en la localidad turolense de Camañas (España). Se trata de un edificio de planta cuadrada de tres alturas, de mampostería y tapial.
Presenta balcones en la planta principal del inmueble. Destacan las rejas y la cornisa de ladrillo sobre ventanas de ventilación en la parte superior. Cuenta con un torreón como lucernario para iluminar la escalera interior.